# Deux Romains en Gaule
Pour plus de détails, voir Fiche technique et Distribution.
Deux Romains en Gaule est un téléfilm réalisé par Pierre Tchernia et diffusé en 1967.
Il s'agit d'une adaptation assez libre de la bande dessinée Astérix. Il intègre par ailleurs la première apparition animée d'Astérix et d'Obélix.

## Synopsis
Deux légionnaires sont en butte avec un redoutable centurion.

## Fiche technique
- Titre : Deux Romains en Gaule
- Réalisation : Pierre Tchernia
- Scénario : René Goscinny et Albert Uderzo
- Musique : André Popp
- Production : Office de radiodiffusion-télévision française
- Pays :  France
- Année : 1967
- Tourné en : noir et blanc
- Date de diffusion (TV) : le 25 février 1967 (France)

## Distribution
- Roger Carel : Astérix (voix)
- Jacques Morel : Obélix (voix)
- Roger Pierre : Ticketbus
- Jean-Marc Thibault : Prospectus
- Jean Yanne : le centurion
- René Goscinny : le tavernier
- Albert Uderzo : l'artiste de rue
- Robert Beauvais : un écrivain du "Café Flora"
- Max Favalelli : un écrivain du "Café Flora"
- Maurice Biraud : le garagiste peu scrupuleux
- Roger Couderc : le présentateur de "Sportus Dominicus"
- Pierre Dac : un écrivain du "Café Flora"
- Francis Blanche : le druide inventeur de la potion d'invisibilité
- Moustache : un ancien combattant gaulois
- Max Desrau : le cuisinier
- Max Elloy : un druide
- Jean Franval : un ancien combattant gaulois
- Bernard Lavalette : le général romain
- Pierre Mondy : le restaurateur
- Patrick Préjean : le légionnaire de faction
- Pierre Doris : l'illusionniste
- Nono Zammit : le rabatteur à l'entrée de la boîte de nuit
- Yann Larvor : l'assistant de l’illusionniste
- Pierre Tchernia : le narrateur (voix-off)
- Pierre Tornade : un ancien combattant gaulois
- Lino Ventura : un client du bar[1],[2].